# Roxy Hunter i duch
Roxy Hunter i duch (ang. Roxy Hunter and the Mystery of the Moody Ghost, 2007) – amerykański film familijny, wyprodukowany przez Nickelodeon. Film doczekał się trzech kontynuacji: Roxy Hunter i tajemnica szamana, Roxy Hunter i mityczna syrenka i Roxy Hunter i straszny Halloween.

## Opis fabuły
Film opisuje przygody 9-letniej Roxy Hunter (Aria Wallace), która wkracza do magicznego świata pełnych tajemnic i zagadek. Roxy i jej najlepszy przyjaciel – Max (Demetrius Joyette), postanawiają rozwikłać tajemnicę dawnej zbrodni i uratować dom oraz połączyć dwie zagubione dusze.

## Obsada
- Aria Wallace – Roxy Hunter
- Robin Brûlé – Susan Hunter
- Demetrius Joyette – Max
- Yannick Bisson – Jon
- Vik Sahay – Ramma
- Jayne Eastwood – Crabtree
- Julian Richings – Bibliotekarz Tibers
- Sthephanie Mills – Rebecca
- Tara Shelley – Jill
- Judy Sinclair – Pani Macneil
- Johnie Chase – Inspektor
- Jessica Booker – Estelle
- Sandi Ross – Pielęgniarka
- Phillip Williams – Pan Franklin
- Tyler Fyfe – Tommy
- Connor Fyfe – Timmy
- Sebastian Pigott – Ted Caruthers
- Lara Jean Chorostecki – Młoda Estelle
- Connor McCauley – Seth